# 恋はシリアルキラー
『恋はシリアルキラー』（原題：Highway of Heartache）は、1994年のカナダ映画。
世界で異常な盛り上がりを見せるトラッシュ・フィルム（クズ映画）・ムーブメントの代表作として世界の映画祭で脚光あびたカルト的問題作。グレゴリー・ワイルドが一人3役で作った超低予算映画。

## スタッフ
- 製作・監督・脚本：グレゴリー・ワイルド
- 撮影：ブライアン・ピアソン
- 音楽：バーバラ・チェンバレン

## キャスト
- バーバラ・チェンバレン
- パット・パッターソン
- ジョージ・ホード
- クラウス・コールマイヤー
- ウィリー・テイラー